# Irakischer Aufstand 1920

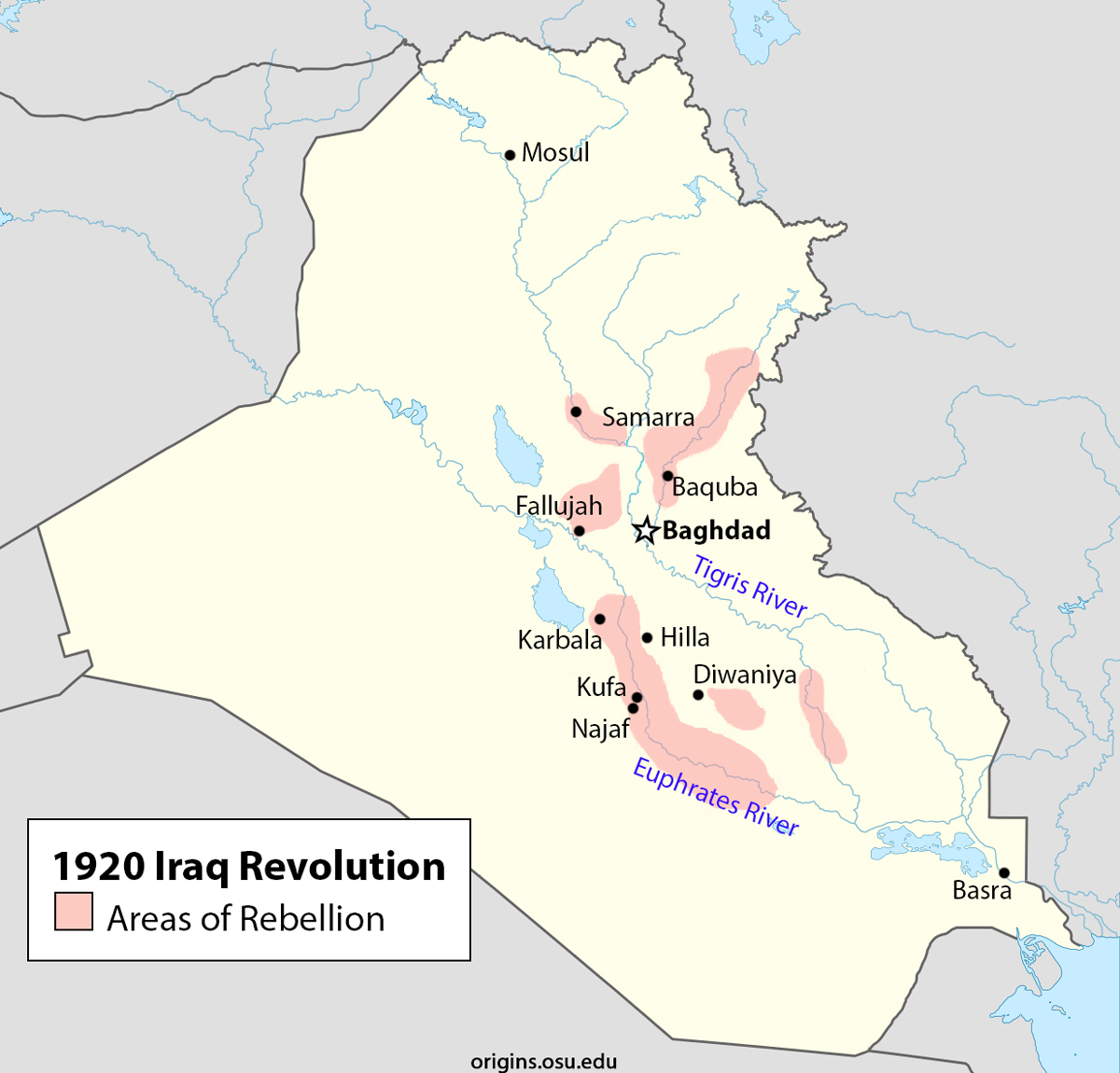
Aufstandsgebiete in rosa

Der irakische Aufstand von 1920, genannt auch Schiitische Revolution von 1920, richtete sich gegen die britische Besetzung des Irak. Er begann im Sommer 1920 mit Massendemonstrationen in Bagdad. Die Revolte weitete sich auf die schiitischen Gebiete am mittleren und unteren Lauf des Euphrats aus. Ein herausragender schiitischer Anführer des Aufstands war Scheich Mehdi al-Chalissi.
Während der Revolte kooperierten religiöse Einrichtungen der Sunniten und Schiiten mit Stammesgemeinschaften, der urbanen Bevölkerung und vielen irakischen Offizieren in Syrien. Ihre Ziele waren die Unabhängigkeit von britischer Herrschaft und die Bildung einer arabischen Regierung. Obwohl der Aufstand anfängliche Erfolge erzielte, konnten ihn die Briten bis Ende Oktober 1920 niederschlagen. Einige Aufstandsbewegungen gingen dennoch bis 1922 weiter.
Gleichzeitig rebellierten im Nordirak auch die Kurden gegen die Briten, da sie ebenfalls nach Unabhängigkeit strebten. Einer der Anführer der kurdischen Revolte war Scheich Mehmûd Berzincî.
Bis ins 21. Jahrhundert hatte der Aufstand von 1920 eine Integration der schiitischen Mehrheit in den irakischen Staat verhindert.

## Hintergrund
Nach dem Ersten Weltkrieg nahm die Idee von Völkerbund-Mandaten für die Gebiete der besiegten Mittelmächte auf der Pariser Friedenskonferenz 1919 konkrete Formen an. Die Idee basierte auf dem Prinzip, dass diese Territorien letztlich unabhängig werden sollten. Bis dahin sollten sie unter die Aufsicht einer der siegreichen Entente-Mächte gestellt werden. Die Bewohner osmanischer Provinzen lehnten das Mandatekonzept ab, da es aus ihrer Sicht nichts anderes als eine Kolonialherrschaft unter anderem Namen bedeutete.
Auf der Konferenz von Sanremo im April 1920 wurde Großbritannien das Mandat über heutigen Irak (damals in der westlichen Welt als Mesopotamien bezeichnet) sowie über Palästina übertragen. Im Irak entließen die Briten die meisten einstigen osmanischen Beamten. Die neue Verwaltung bestand mehrheitlich aus britischen Beamten. Viele Iraker befürchteten eine Integration in das Britische Weltreich. Zu diesem Zeitpunkt stellte einer der einflussreichsten schiitischen Mudschtahids, der Ajatollah Muhammad Taqi asch-Schirazi, eine Fatwa aus, in der er erklärte, dass die britische Verwaltung unrechtmäßig sei. Es gab wachsenden Unmut über die neuen britischen Vorschriften wie Landeigentumsgesetze, welche die Stammesführer verärgerten, und besonders über die neue Steuer, die für eine Bestattung in Nedschef bezahlt werden sollte. In diesem Ort befanden sich Gräber von Schiiten aus aller Welt (vgl. Wadi as-Salam). Bei Treffen zwischen schiitischen Ulema und Stammesführer wurden Strategien für friedliche Proteste besprochen, doch für den Fall, dass diese erfolglos blieben, wurde auch Gewalt in Betracht gezogen.

## Verlauf der Revolte
Der Unmut über die britische Herrschaft wurde bereits im Mai 1920 mit Massendemonstrationen in Bagdad zum Ausdruck gebracht. Friedliche Proteste bestanden aus Versammlungen vor sunnitischen und schiitischen Moscheen. Die beiden großen Religionsgruppen der irakischen Gesellschaft protestierten einträchtig miteinander. Auf einer der größten Versammlungen wurden 15 Repräsentanten bestimmt, die den Wunsch nach irakischer Unabhängigkeit vor die britischen Behörden bringen sollten. Der interimistische Zivilverwalter Arnold Wilson verwarf ihre Forderungen als unpraktikabel.
Am 30. Juni 1920 brach ein bewaffneter Aufstand aus, wobei es zu ersten Angriffen schiitischer Beduinenstämme auf britische Truppen kam. Der Ajatollah asch-Schirazi stellte eine weitere Fatwa aus, in der es hieß, dass es die Pflicht der Iraker sei, ihre Rechte einzufordern. Indem sie dies taten, sollten sie Ruhe und Ordnung aufrechterhalten. Doch falls die Engländer ihnen ihre Rechte vorenthalten würden, dürften sie zu Verteidigungsmaßnahmen greifen. Diese Fatwa schien einen bewaffneten Aufstand zu unterstützen. Die britischen Behörden hofften, dies verhindern zu können und nahmen einen Scheich aus dem Zawalim-Stamm fest. Später stürmte eine bewaffnete Gruppe von loyalen Stammeskriegern das Gefängnis, um ihn zu befreien. Die Revolte weitete sich aus, als sich die britischen Garnisonen am Mittellauf des Euphrats als schwach erwiesen, während die Stämme deutlich stärker waren. Bis Ende Juli brachten die Stammesmilizen die mittlere Euphratregion weitgehend unter ihre Kontrolle. Der Erfolg der Stämme weitete die Revolte auf die Gebiete am Unterlauf des Euphrat und rund um Bagdad herum aus.
Der damalige britische Kriegs- und Luftfahrtminister Winston Churchill genehmigte sofortige Verstärkungen aus dem Iran, darunter zwei Staffeln der Royal Air Force. Der Luftwaffeneinsatz verschob den Vorteil auf die britische Seite und spielte eine große Rolle bei der Beendigung des Aufstands. Es gab auch Stämme, die gegen die Revolte vorgingen, weil sie von den britischen Behörden anerkannt wurden und davon profitierten. Schließlich gingen den Rebellen die Vorräte und das Geld aus. Sie konnten sich den Aufstand nicht mehr lange leisten, während die britischen Truppen leistungsfähiger wurden. Der Aufstand endete im Oktober 1920, als die Rebellen Nadschaf und Kerbela an die britischen Behörden abtraten.

## Folgen
Zwischen 6000 und 10.000 Irakern und rund 500 britische und indische Soldaten starben bei den Kämpfen. Die Royal Air Force flog Einsätze für insgesamt 4008 Stunden, warf 97 Tonnen an Bomben ab und feuerte 183.861 Schüsse ab. Neun Piloten wurden getötet, sieben verwundet und elf Flugzeuge gingen auf feindlichem Gebiet verloren. Die Kosten für die britische Regierung betrugen 40 Millionen Pfund, das Doppelte des jährlichen Budgets für den Irak. Er kostete mehr als die ganze von den Briten finanzierte arabische Revolte gegen das Osmanische Reich zwischen 1917 und 1918. Dies trug dazu bei, dass die britischen Beamten ihre Strategie im Irak tiefgreifend änderten.
Als neuer Kolonialminister entschied Winston Churchill, dass eine neue Verwaltung im Irak sowie in den britischen Kolonien des Mittleren Ostens benötigt wurde. Er berief im März 1921 eine Konferenz in Kairo ein, bei der die Briten die Zukunft des Iraks diskutierten. Sie wollten den Irak nun durch eher indirekte Mittel kontrollieren, etwa indem ehemalige Beamte, die der britischen Regierung freundlich gesinnt waren, eingesetzt wurden. Der Haschemit Faisal, Sohn des Hussein ibn Ali vom Hedschas, sollte König des Irak werden. Er hatte in der arabischen Revolte mit den Briten zusammengearbeitet und verfügte über gute Beziehungen zu wichtigen Beamten. Die Behörden waren auch der Meinung, dass seine Stellung als König Faisal von einer Fortsetzung seiner Aktionen gegen die französische Präsenz in Syrien abhalten würde, der die britisch-französischen Beziehungen belasten könnte (Faisal war zuvor bereits vom Syrischen Nationalkongress zum König Großsyriens proklamiert, dann aber von den Franzosen vertrieben worden).
Im Irak wurde der Aufstand zum Bestandteil der nationalen Idee, obwohl diese Folgerung von Wissenschaftlern bestritten wird. Die beispiellose Zusammenarbeit von Sunniten und Schiiten überdauerte das Ende des Aufstands nicht.